# Esperanza, Landskrona
Esperanza är ett bostadsområde i Landskrona, ritat av Ralph Erskine. Byggnadsarbetet påbörjades i oktober 1968, de första husen stod klara i maj 1969 och hela området var klart år 1970. Byggherre var Landskrona kommun, som genom en arkitekttävling 1963 utsåg Erskines förslag till vinnare. Målsättningen med bygget var bland annat att området skulle integreras i omgivningen, istället för att vara ett specifikt område. Totalt  finns 117 hushåll, bestående av flerfamiljshus i både två och ett plan.
Sedan 1984 ingår Esperanza i Landskronas kommuns bevaringsplan, som omfattar kulturhistorisk och miljömässigt värdefull miljö. Detta innebär bland annat att området ska bevaras i ursprungligt skick och stil, samt att det inte får rivas. Esperanza ligger vid Karlslundsparken, drygt 2,5 km från Landskrona centrum. Tanken är att det skulle vara ett bilfritt område, därför går vägarna runt området istället för genom. Projektet blev uppmärksammat internationellt för sin grannskapsplanering och utformning. 

## Utformning
Området täcker 56 530 m². Kvartersdispositionen är gjord för att skapa sammanhållning mellan de olika kvarteren - funktionellt, estetiskt och socialt. Husen är utvändigt klädda med vit eternit och har mindre partier av prefabricerade träelement. Färgskalan går i vitt, brunt och svart. Taken är klädda i svart papp. 2-planshusen har en inre och en yttre trädgård, det finns gott om gemensamma grönområden och privata trädgårdar i direkt anslutning till husen. 